# Dana Air
Dana Air é uma companhia aérea nigeriana sediada em Ikeja, Estado de Lagos.

## Frota

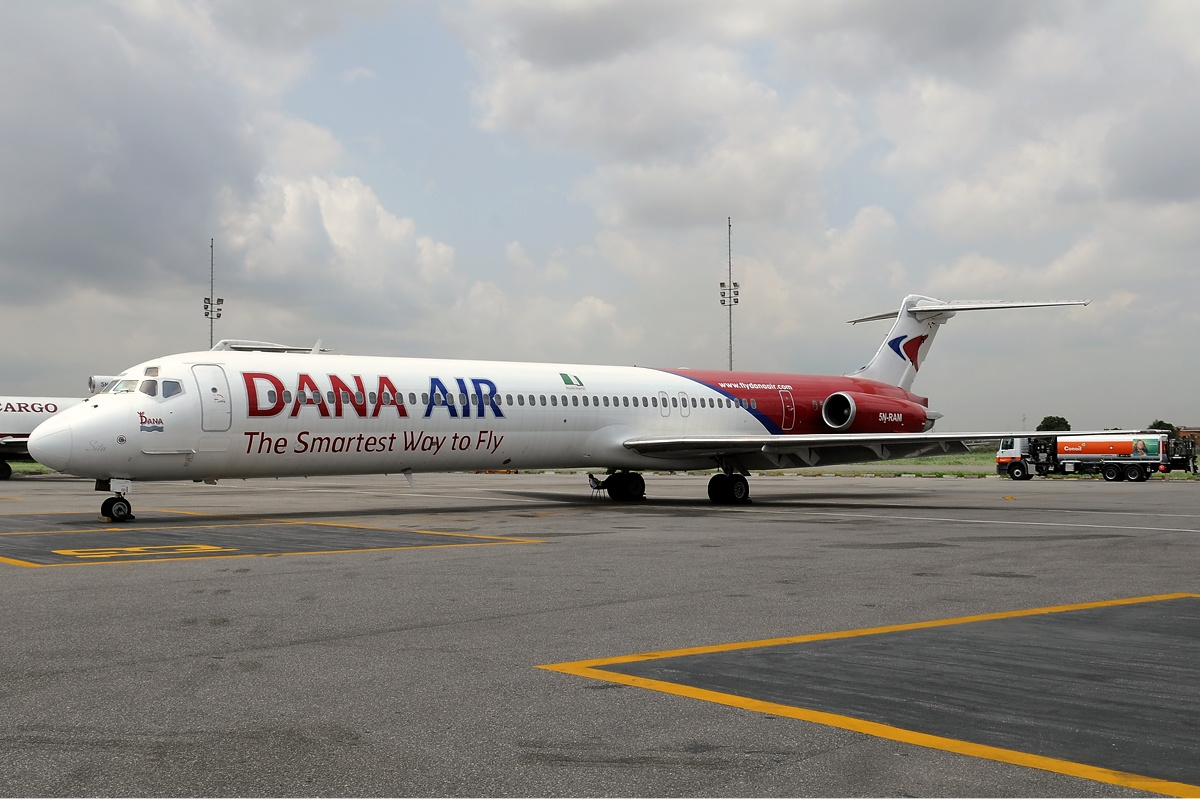
MD83 da Dana Air.

A frota da Dana Air inclui as seguintes aeronaves:
| Aeronave                | Na frota | Notas |
| ----------------------- | -------- | ----- |
| McDonnell Douglas MD-83 | 4        |       |
| Total                   | 4        |       |

## Incidentes e acidentes
Em 03 de junho de 2012, uma aeronave McDonnell Douglas MD-83, operando como Voo 992, caiu em um edifício de dois andares na Iju Railway, Ishaga, na cidade nigeriana de Lagos. Todas as 153 pessoas a bordo da aeronave morreram.